# Carro
 (septembre 2013).
Si vous disposez d'ouvrages ou d'articles de référence ou si vous connaissez des sites web de qualité traitant du thème abordé ici, merci de compléter l'article en donnant les références utiles à sa vérifiabilité et en les liant à la section « Notes et références ».
Pour les articles homonymes, voir Carro (homonymie).
Carro est un port de pêche français situé sur une section de la côte méditerranéenne appelée Côte Bleue et qui fait partie de la commune de Martigues dans les Bouches-du-Rhône.
Une plage est aménagée à côté du port.

## Activités

### Pêche
L'activité historique du village est la pêche. Aujourd'hui[Quand ?] encore, le port accueille 30 bateaux de pêche professionnels et peut accueillir 200 bateaux de plaisance. Un plan incliné pour la mise à l'eau, une grue de levage et une station d'avitaillement réservée aux professionnels équipent le port. Il relève de l'autorité du Conseil départemental.

### Sauvetage en mer
Une station de sauvetage en mer y est installée depuis 1868, ce qui en fait la plus ancienne de Méditerranée.
Aujourd’hui[Quand ?], ce petit port regroupe deux entités de la Société nationale de sauvetage en mer. 
La station de sauvetage de Carro, qui effectue des sauvetages dans une zone d'intervention allant de la côte bleue au golfe de Fos. La zone peut s’étendre à la Camargue, l'étang de Berre et la rade de Marseille si les conditions météo sont trop dures pour les vedettes des stations de sauvetage locales. En effet, la station utilise le canot tout temps (CTT) SNS 073  Patrons Antonin et Raoul Domenge (en hommage à deux patrons, puis président, de la station) de 17,6m. Les CTT sont les plus gros bateaux de la SNSM et sont capables d'affronter toutes les conditions météo.
Le Centre de formation et d'intervention (CFI) des Bouches du Rhône, quant à lui, forme les nageurs-sauveteurs qui surveillent les plages. Le CFI est installé dans l'ancien abri pour canot de la station de sauvetage, devenu trop petit avec l'arrivée du SNS073.
Avec ces deux entités plus la station de sauvetage de Martigues qui intervient sur l'etang de berre, la commune de Martigues est la seule de France à avoir trois entités d'intervention de la SNSM.

### Sport
Carro est un spot de funboard présentant des conditions de navigation idéales pour les véliplanchistes. Les vents forts de sud-est et d'ouest, conjugués à une houle parcourant la Méditerranée dans ces deux directions, viennent frapper un haut-fond et peuvent lever des vagues de plusieurs mètres.
Depuis quelques années[Quand ?], le paddle fait son apparition dans le port et sur la côte les jours de beau temps.
Le port de Carro est aussi le point d'arrivée de la course pédestre Martigues-Carro.

### Fêtes et patrimoine
Un petit musée est créé en 2008 au 1er étage du Cercle Saint-Pierre des pêcheurs, il retrace l'histoire des villages de Carro et La Couronne à travers des objets et photographies anciennes.
En 1960, avec l'essor des estivants venant séjourner l'été sur la côte, les pêcheurs de Carro créent un comité des fêtes pour organiser les fêtes de village. Prenant de l'ampleur, elles sont encore aujourd'hui[Quand ?] des fêtes populaires mêlant habitants et touristes.

## Galerie

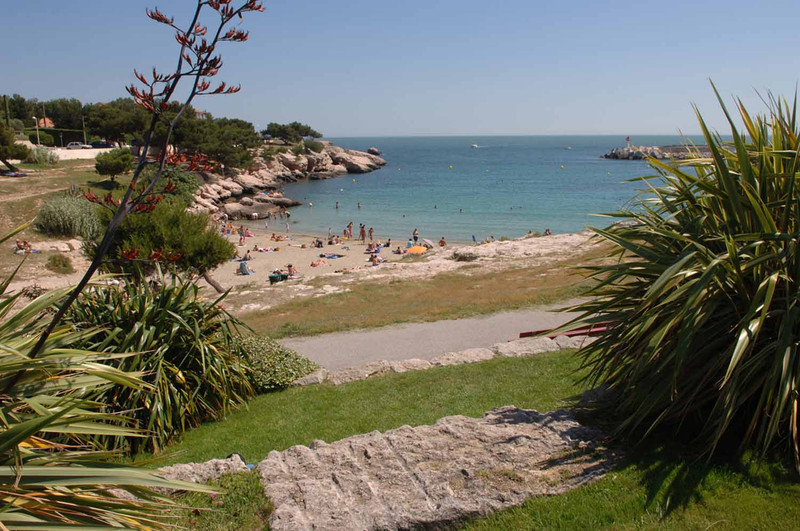
La petite plage de Carro.
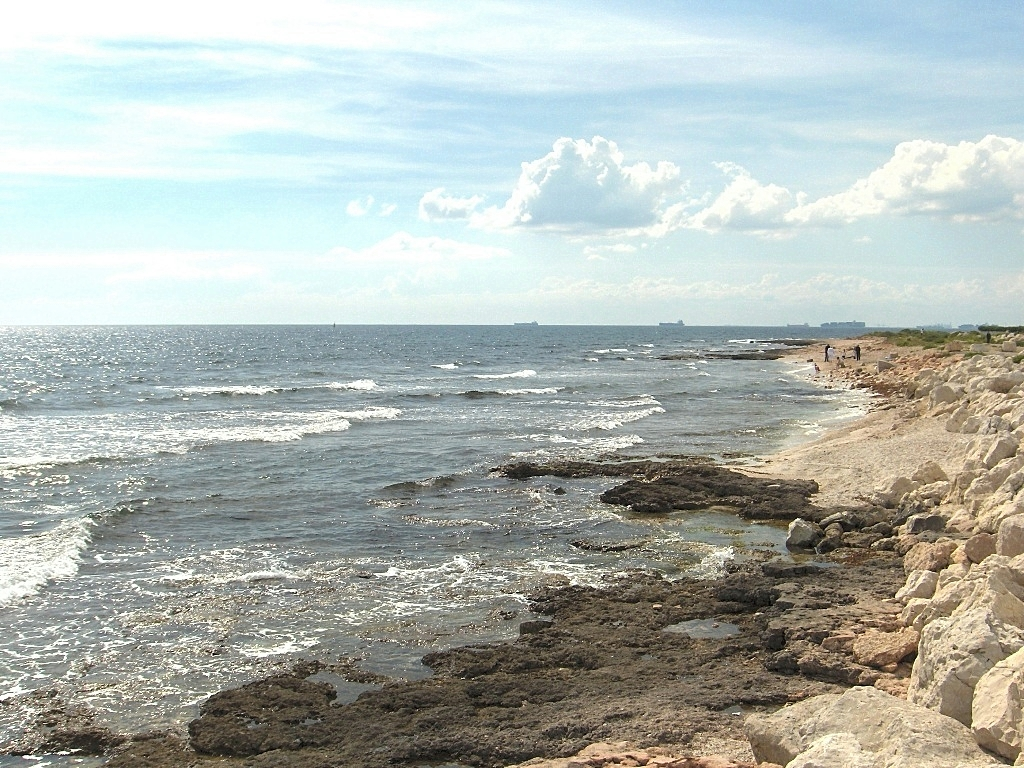
Zone de windsurf à Carro.